# Merresor
Merresor war eine schwedische Eisenbahngesellschaft. Als Anteilseigner waren die People travel group und die SJ jeweils zur Hälfte beteiligt.
Die Gesellschaft war vom 13. Juni 2004 bis 11. Dezember 2010 für den Zugverkehr für die Gesellschaften Värmlandstrafiken und Krösatågen in Värmland und Småland verantwortlich. Sie übernahm den Regionalverkehr in Värmland, fuhr Intercity-Züge zwischen Karlstad und Göteborg im Auftrag der SJ (einschließlich des Zugpersonals) und Nahverkehr auf einzelnen Streckenabschnitten in Bergslagen.
Der Hauptsitz war neben dem Bahnhof in Karlstad. Es gab etwa fünfzig Mitarbeiter, darunter 30 Triebwagenführer. 2004 fuhr die Gesellschaft 1,2 Millionen Zugkilometer. Der Verkehr wurde auf folgenden Strecken durchgeführt:
- Charlottenberg–Arvika–Karlstad–Laxå
- Karlstad–Sunne–Torsby
- Kristinehamn–Borlänge.

An Fahrzeugen standen merresor 14 Dieseltriebwagen der Baureihe Y1 sowie drei Elektrotriebwagen der Baureihe X53 (Bombardier Regina) zur Verfügung. Die ersten Züge fuhr die Gesellschaft am 13. Juni 2004 während der Einweihung des neuen Hauptbahnhofes in Karlstad.
Im Dezember 2004 wurde die Gesellschaft als erstes schwedisches Bahnunternehmen mit Personenverkehr nach ISO 9001:2000 und ISO 14001 zertifiziert.
Am 28. Mai 2005 übernahm die Gesellschaft als Nachfolger von BK Tåg Züge im Auftrag von Sverige AB Krösatågen in Småland. Gesellschafter von Krösatågen sind die regionalen Verkehrsgesellschaften Jönköpings länstrafik, Länstrafiken i Kronoberg, Hallandstrafiken und Rikstrafiken. Das bediente Verkehrsnetz umfasste rund 600 Kilometer in Jönköpings län. Zusätzlich wurden nun auch Itino-Triebwagen der Typen Y31 und Y32 eingesetzt.
merresor bediente im Auftrag von Krösatågen folgende Strecken:
- Nässjö–Halmstad
- Jönköping–Växjö
- Nässjö–Vetlanda
- Jönköping–Tranås
- Nässjö–Hultsfred
- Nässjö–Alvesta

2006 waren etwa 170 Personen bei merresor  beschäftigt, darunter 90 Lokführer und 60 Zugbegleiter. Der Jahresumsatz betrug circa 160 Millionen SEK. Der Jahresbericht umfasste 3,8 Millionen Zugkilometer und etwa 1,5 Millionen Reisende. Dafür standen 16 Dieseltriebwagen Y1, 13 Dieseltriebwagen Y31/Y32 und fünf Elektrotriebwagen X53 zur Verfügung.
Ab dem 8. Januar 2007 fuhr merresor nach Oslo in Norwegen. SJ, Värmlandstrafiken und Norges Statsbaner hat zuvor beschlossen, die Frequenz des grenzüberschreitenden Verkehrs zu erhöhen und gaben zwei Zugpaare pro Tag mit Elektrotriebwagen der Reihe X53 auf der Strecke Oslo–Karlstad in Auftrag.
Schon seit 2007 hatte das Unternehmen keine Angebote für den Zugverkehr mehr abgegeben. Die in Värmland bedienten Strecken wurde 2009 von Tågkompaniet übernommen. Mit Ablauf des Vertrages mit Krösatågen am 11. Dezember 2010 stellte die Gesellschaft ihre Tätigkeit ein, diese Verkehrsleistungen wurden von den DSB übernommen.
Nach dem schwedischen Aktiengesellschaftverzeichnis allabolag wurde das Konkursverfahren am 21. Dezember 2012 abgeschlossen.